# Аракелян, Нарине
Нарине Аракелян (род. 13 мая 1979 года, Тында, Амурская область, Россия) — армянская междисциплинарная художница-феминистка, совмещающая в своих работах перформанс, скульптуру и видеоарт.
Художница в своих работах фокусирует внимание на социальных, культурных и политических проблемах, уделяя особое внимание социальной справедливости и гендерной идентичности.
Нарине Аракелян — член Союза художников России, ее работы хранятся в частных коллекциях Англии, Франции, Греции, США, Швейцарии и России.

## Биография
Нарине Аракелян родилась 13 мая 1979 года в городе Тында, Амурской области, Россия.
В 2015 году окончила Государственный Суриковский институт (Москва).
В период с 2015 по 2016 год Аракелян стажировалась на факультете цифровых искусств Лос-Анджелесской академии изящных искусств.
Первые выставки Аракелян проходили в Центре современного искусства «Винзавод», ArtPlay, Музее Москвы.
В 2015 году впервые стала участницей 56-й Венецианской биеннале.
В 2017 году на 57-й Венецианской биеннале художница представила проект L’Illusion du Mariage, исследующий значение для общества семейных ценностей и ритуала брака.
В 2018 году Аракелян представила инсталляцию «Glasses» на Manifesta XII в Палермо, Италия.
В 2019 году принимала участие в 58-й Венецианской биеннале современного искусства, в рамках которой представила перформанс с подсветкой в Палаццо Контарини дель Боволо и персональную выставку «The Pharos Flower».
На 58-й Венецианской биеннале искусств в рамках проекта «Революционный сенсор» проходило обсуждение Армянской бархатной революции 2018 года. Аракелян подготовила проект «Половник и кастрюля», в рамках которого в общественных местах Венеции воспроизводились акты неповиновения армянских женщин в дни революции.
В 2020 году Нарине Аракелян создала фильтр в Instagram, для распространения осведомленности во время пандемии COVID-19. Фильтр представляет собой золотую медицинскую маску со словами «Любовь и надежда» («LOVE AND HOPE») вокруг маски.
У Аракелян проходила серия персональных и групповых выставок в Москве, Берлине, Майами и Лос-Анджелесе.

## Основные работы
- «Stigmata» картина (2015)
- «L’Illusion du Marriage» перформанс (2017)[15][16][17]
- «Love is…» перформанс (2017)[18]
- «Honeymoon» перформанс (2017)[19]
- «Decommodification Principle» видео-арт (2017)[15]
- Hope" Canvas (2018)[20]
- «Cast Iron Pots and Pans» Public Intervention Art (2019)[21]
- «Lighthouse» Environmental Art (2019)[10]
- «Bloom» перформанс (2019)
- «Initiation» инсталяция (2019)[22]
- «Rebirth Subconscious» видео-арт (2019)[23]
- «Love&Hope» перформанс (2020)[24]
- «Paradise Apple» перформанс (2020)[25]